# Vlag van Tabasco

Vlag van Tabasco (ratio 4:7)

De niet-officiële vlag van Tabasco toont het wapen van Tabasco centraal op een witte achtergrond, waarbij de hoogte-breedteverhouding van de vlag net als die van de Mexicaanse vlag 4:7 is.
Net als de meeste andere staten van Mexico heeft Tabasco geen officiële vlag, maar wordt de hier rechts afgebeelde vlag op niet-officiële wijze gebruikt.

## Historische vlaggen

Vlag van Tabasco 1891 (ratio 4:7)
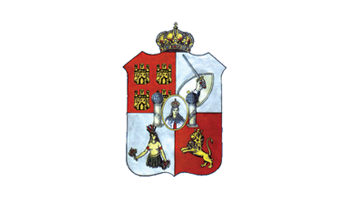
Vlag van Tabasco 1996 (ratio 4:7)